# Герб Рокосова
Герб Рокосова — офіційний символ села Рокосово Хустського району Закарпатської області, затверджений 29 квітня 2013 р. рішенням сесії сільської ради. Герб є промовистим.
Автор проєкту — А. Гречило.

## Опис
Щит розтятий, у правому синьому полі два золоті раки, один над другим, у лівому червоному — дві покладені навхрест вістрями вгору золоті шаблі. Герб облямований декоративним картушем і увінчаний золотою сільською короною.

## Значення
Раки та синє поле вказують на місцеві водойми та розкривають одну з версій про походження назви села. Дві шаблі та червоне поле відображають боротьбу за волю та незалежність, битву на Красному полі.